# Ling Tosite Sigure
Pour les articles homonymes, voir Ling.

Ling Tosite Sigure (凛として時雨, Rin Toshite Shigure), littéralement « Froid comme une averse d'automne tardive », stylisé en Ling tosite sigure) est un trio rock japonais, formé en 2002 dans la préfecture de Saitama. Le style du groupe ressemble au post-hardcore et au rock progressif, au math-rock, incorporant souvent des changements rapides de tempo et d'ambiance encadrés dans des mélodies de guitare complexes et une batterie technique. Le groupe utilise à la fois des voix masculines et féminines allant du chant doux aux hurlements et aux cris forts.

## Biographie
Ling Tosite Sigure est formé en 2002 à Saitama, au Japon. Toru Kitajima (TK) (chant, guitare) et 345 (chant, guitare basse) commencent d'abord avec NodaMEN (batterie), puis Pierre Nakano (batterie) les rejoint rapidement, remplaçant Noda. Le groupe sort plusieurs démos avant de créer son propre label, Nakano Records, et de sortir sonpremier album #4. Son deuxième album, Inspiration is DEAD, sort le 22 août 2007, après un EP intitulé Feeling Your UFO l'année précédente, ce qui vaut au groupe une popularité croissante, dans tout le Japon. Il apparaît au festival de musique Countdown en 2007 et continue à tourner régulièrement.
Le 23 avril 2008, le groupe sort son premier single Telecastic fake show, qui se classe dans le top 20 d'Oricon. En juillet, ils participent au Fuji Rock Festival, puis au Rising Sun Rock Festival en août. En décembre 2008, Ling Tosite Sigure sort le single Moment a Rhythm, après avoir signé avec le label majeur Sony Music. Le single comprend un livre d'art avec des photographies de Kitajima.
Son troisième album, Just a Moment, sort le 15 mai 2009, et la chanson JPOP Xfile en est extraite et est diffusée sur Space Shower TV. En août, il joue au Summer Sonic Festival et effectue une tournée dans tout le Japon. En 2010, le groupe réalise une vaste tournée nationale nommée I Was Music, qui s'acheve à la prestigieuse Saitama Super Arena, dans sa ville d'origine. En mai, il se rend en Angleterre et donne ses premiers concerts internationaux à Londres et à Brighton, avant de retourner en studio pour enregistrer de nouveaux morceaux.
Le groupe sorti son quatrième album, Still a Sigure Virgin?, le 22 septembre 2010. Il affectue sa tournée Virgin Killer de fin octobre à début décembre. Le premier clip vidéo de l'album, I Was Music, est diffusé le 14 septembre. En 2011, le groupe continue à tourner tandis que TK sort un film et un livre de photos, et que Nakano sort un DVD d'instruction de batterie.
Le 14 novembre 2012, il sort un single intitulé Abnormalize. La chanson-titre est utilisée comme générique d'ouverture de la série animée Psycho-Pass. La chanson est interprétée sur Music Station.
Le cinquième album studio du groupe, I'mperfect, sort le 10 avril 2013. Le groupe signe avec le label spécialisé européen JPU Records en juin 2013 et sort I'mperfect dans toute l'Europe.
Le groupe sort le single Enigmatic Feeling le 5 novembre 2014. La chanson-titre est utilisée comme générique d'ouverture de la série animée Psycho-Pass 2.
Le 14 janvier 2015, le groupe sort un autre single, Who What Who What, ainsi que son premier album de compilation, Best of Tornado. Contrairement à ses autres singles, Who What Who What ne contient qu'une seule chanson, qui est utilisée pour le film d'animation Psycho-Pass: The Movie. La chanson est interprétée sur Music Station. Best of Tornado comprend des versions remixées et remastérisées des chansons précédentes du groupe. L'album connaît 3 éditions différentes : la version standard, avec un disque ; l'édition Tornado, contenant 2 disques, le deuxième comprenant 11 clips vidéo, et l'édition Hyper Tornado, qui avec 3 disques, le troisième comprenant plusieurs démos et enregistrements audio des performances live.
Un EP intitulé Es or S sort le 2 septembre 2015. L'édition limitée comprend un LP 7 pouces, avec la face A jouant SOSOS et la face B Mirror Frustration.
Le 23 août 2017, le groupe a sorti le single "DIE meets HARD". Le single comprenait une chanson réalisée en collaboration avec Koji Nakamura ("DIE meets HARD Koji Nakamura Remix"). L'édition limitée était livrée avec 2 disques ; l'un contenant 3 chansons et l'autre contenant le clip vidéo de "DIE meets HARD" ainsi qu'un podcast de 15 minutes entre les 3 membres (intitulé DIE HARD radio sur le disque). Un extrait d'une minute de la chanson a été utilisé comme générique d'ouverture de la série dramatique Shimokitazawa DIE HARD.
Le 17 novembre 2017, le 6ème album studio du groupe, #5, a été annoncé pour une sortie le 14 février 2018. Il s'agissait de la première sortie d'album du groupe depuis environ 5 ans. L'édition limitée comprenait un DVD contenant les clips vidéo de "Chocolate Passion" et "#5", ainsi qu'une deuxième partie de DIE HARD radio, qui proposait à nouveau un podcast entre les trois membres. De plus, une tournée nationale (Rin to Shinku Tour 2018 "Five For You") a été annoncée pour accompagner l'album, débutant le 3 mars au Kanazawa EIGHT HALL et comprenant 12 représentations au total.
Le 18 avril 2019, le groupe a sorti sa nouvelle chanson "laser beamer" en version numérique. La chanson a été écrite pour la première adaptation scénique de la série animée Psycho-Pass intitulée Psycho-Pass: Virtue and Vice,.
Le 3 juillet 2019, le groupe a sorti en version numérique le single intitulé "Neighbormind / laser beamer", dont "Neighbormind" a ensuite été utilisée comme thème principal pour le doublage japonais du film Spider-Man: Far From Home.
Presque exactement 15 ans après la sortie de #4, le groupe a décidé de sortir une version remastérisée le 11 novembre 2020, intitulée #4 -Retornado- (ou #4 -Retornade-).
Le groupe a sorti un nouveau single intitulé Perfake Perfect le 20 janvier 2021. La chanson-titre a été utilisée comme thème musical de la deuxième adaptation scénique de la série Psycho-Pass intitulée Psycho-Pass: Virtue and Vice 2. Quelques jours auparavant, le 18 janvier 2021, le Perfake Perfect Tour a débuté au KT Zepp Yokohama.
Le 11 mai 2022, le groupe a sorti le nouveau single numérique "Tatsumaite senno (竜巻いて鮮脳)" pour célébrer leur 20e anniversaire.
Le 21 septembre 2022 , "Marvelous Persona" a été choisie comme générique d'ouverture pour la série dramatique Joge Kankei diffusée sur Line News Vision.
Le 11 novembre 2022, Sigure a annoncé leur septième album studio en cours de réalisation, intitulé Last Aurorally, ainsi qu'une tournée promotionnelle intitulée Aurora Is Mine. L'album est sorti le 12 avril 2023, incluant 9 musiques dont 4 originales.
Le 10 mai 2023, le groupe a sorti un nouvel EP intitulé アレキシサイミアスペア (alexithymia spare) comportant 3 versions de アレキシサイミアスペア (alexithymia spare) et un nouveau mix de abnormalize pour les 10 ans de sa sortie.

## Membres
Membres actuels
- Tōru "TK" Kitajima (北嶋徹 né le 23 décembre 1982) – guitare, chant (2002–présent)
- Miyoko "345" Nakamura (中村美代子 née le 1er avril 1983) – guitare basse, chant (2002–présent)
- Masatoshi "Pierre" Nakano (ピエール中野 né le 18 juillet 1980) – batterie (2004–présent)

Anciens membres
- Noda MEN (野田MEN) – batterie (2002–2004)

## Discographie

### Singles
- 2002 : #1
- 2003 : #2
- 2004 : Toshite
- 2004 : #3
- 2008 : Telecastic Fake Show
- 2008 : Moment a Rhythm
- 2012 : Abnormalize
- 2014 : Enigmatic Feeling
- 2015 : Who What Who What
- 2017 : DIE meets HARD
- 2019 : laser beamer
- 2019 : neighbormind
- 2021 : laser beamer
- 2022 : Tatsumaite senno (竜巻いて鮮脳)
- 2022 : Marvelous Persona
- 2023 : kodoku no saibou (狐独の才望)

## Tournées et concerts

### Japon
- Sadistic Summer Tour (2004)
- Give Me Your Turbo Tour (2005)
- 3454123TOUR2006 (2006)
- EXOTIC SUMMER FEELING 2006 (2006)
- 東名阪ワンマンツアー "ペガサス" (2006)
- ONE MAN TOUR 2007 My name is DEAD (2007)
- Dynamite Sexy Summer Oneman Tour (2007)
- NAKANO Inspiration (2007)
- ONEMAN TOUR 2008 "FIGHTING G" (2008)
- P_Rhythm Autumn Tour (2008)
- Fuji Rock Festival avec divers artistes (2008)[18]
- Rising Sun Rock Festival avec divers artistes (2008)[19]
- last A moment Tour (2009)
- Tornado Z Tour (2009)[20]
- Summer Sonic Festival avec divers artistes (2009)[21]
- I was music Tour (2010)[22]
- The Smashing Pumpkins Extra Show avec 9mm Parabellum Bullet en support (2010)[23]
- VIRGIN KILLER (2010)
- VIRGIN KILLER SUICIDE (2011)
- αβ+1 Tour (2011)
- Dear Perfect Tour (2013)
- Hyper Tornado Tour (2015)
- S.O.S Tour (2015)
- Five for you Tour (2018)
- Five for you – Vacuum the Hall Edition (2018)
- Golden Fake Thinking (2019)[24]
- Perfake Perfect Tour (2021)
- DEAD IS ALIVE TOUR 2022 (2022)[25]
- aurora is mine tour 2023 (2023)[26]
- Tornado Anniversary 2023 〜15m12cm〜[27]

### Étranger
- The Great Escape Festival en Angleterre avec divers artistes (2010)[28]
- Japan Night en Angleterre avec divers artistes (2015)[29]
- Five for You – Beijing (2018)